# Музей-квартира Майи Плисецкой
Музей-квартира Майи Плисецкой  — музеефицированная квартира в Москве, с 1963 по 2022 год принадлежавшая супругам — народным артистам СССР Майе Плисецкой и Родиону Щедрину. С 2022 года является филиалом Театрального музея имени А. А. Бахрушина.

## История квартиры
В 1963 году на гонорары Щедрина супруги покупают квартиру № 31 на шестом этаже дома 25/9 на углу Тверской улицы и Мамоновского переулка. Правое крыло этого здания (архитектор А. К. Буров, росписи В. А. Фаворского), построенное в 1936 году, предназначалось для Наркомлеса, а левое, послевоенной постройки (1949) — для артистов и сотрудников Большого театра. В этой просторной трехкомнатной квартире они прожили почти 30 лет с 1963 года до 1991 года. В начале 1990-х годов они жили в Мюнхене, но, приезжая в Москву, останавливались именно здесь.
В феврале 2022 году Родион Щедрин передал квартиру в дар государству и в статусе мемориальной она была передана в оперативное управление Театральному музею имени А. А. Бахрушина. Музеефикация помещения осуществлялась корректно: были максимально сохранены интерьер и обстановка квартиры в том виде, в каком она была при жизни Майи Плисецкой.
26 июля 2022 года состоялось официальное открытие музея-квартиры балерины. Он стал 12-м филиалом Бахрушинского музея.

Почти 10 тысяч предметов из архивов семьи Щедрина и Плисецкой пополнили фондовую коллекцию музея. Хранители обнаружили в гардеробе, в сундуке, авторскую литографию Марка Шагала с его подписью, которая стала жемчужиной нашего собрания. Особо ценные предметы музея-квартиры — работы Фернана Леже, Анатолия Зверева, Артура Фонвизина, Владимира Шахмейстера и других выдающихся художников… Для нас крайне важно, что Родион Константинович поддержал и одобрил все наши идеи — мы согласовали все витрины, которыми дополнен интерьер, расположение всех экспонатов,— Кристина Трубинова, гендиректор Бахрушинского музея.

## Экспозиция музея-квартиры

### Коридор
При входе в квартиру в витрине представлены многочисленные сувениры — подарки поклонников. В основном, это куклы в национальных костюмах, а также игрушечный мишка, которого Плисецкая купила в «Сапсане» в свою последнюю поездку в Россию 16 апреля 2015 года.

### Столовая / гостиная
Здесь экспонируется множество фигурок и статуэток лебедей — подаренных Плисецкой поклонниками, которые напоминают о её роли Одетты в «Лебедином озере». На момент передачи квартиры музею эта комната была украшена афишами, знаменующими важные события в творческой жизни её хозяев. В квартире много уникальных фотографий Плисецкой и Щедрина.

### Гардеробная
Еще при жизни Плисецкая передавала в дар свои вещи в собрание Бахрушинского музея, также в 2016 году Родион Щедрин передал в собрание музея коллекцию вечерних платьев своей жены от Пьера Кардена. В экспозиции можно увидеть балетные пачки к постановкам с участием балерины в Большом театре и театральный реквизит; костюмы Пьера Кардена к фильму-балету 1974 года «Анна Каренина», где она сыграла главную роль.

### Кухня
В сохранённом интерьере экспонируется большое количество первоклассной посуды, в том числе чайных сервизов.

### Комната/кабинет Родиона Щедрина
В витрине представлен концертный фрак Родиона Константиновича. Рядом демонстрируется партитура к опере «Мёртвые души», первое представление которой состоялось 7 июня 1977 года на сцене Большого театра. На стене представлены фотографии с 80-летнего юбилея Майи Плисецкой в Государственном Кремлёвском дворце, где прима исполнила зажигательный танец фламенко. Партнером балерины выступил один из лучших мировых танцовщиков Хоакин Кортес. Во время танца Кортес решительно снял со своих ног ботинки и преподнес балерине. У испанских танцоров это считается наивысшим подарком − в этих ботинках Кортес танцевал на сценах многих стран. В 2006 году Плисецкая лично передала эти ботинки в коллекцию театрального музея.

### Спальня
На экране телевизора в спальне транслируются знаменитые балетные партии Плисецкой, над кроватью висит яркий ковер авангардиста Фернана Леже. На трюмо стоят любимые духи Майи Михайловны, Bandit, от парфюмера Робера Пиге. На стенах – портреты Плисецкой, в том числе две работы кисти армянского живописца Арутюна Галенца.
Рядом с семейными фотографиями экспонируется игрушечный керамический детский сервиз из Шпицбергена, где семья Плисецких жила с 1932 по 1936 год. Он был подарен маленькой Майе хозяйкой небольшого магазинчика в Осло, во время пути Плисецких к месту службы отца на Шпицбергене.

## Внешние видеофайлы
- Майя Плисецкая и Родион Щедрин // Пока все дома. 2008. 20 апреля.
- Экскурсия по Музею-квартире Майи Плисецкой с Андрисом Лиепой // Культура России. 2023.